# A Lion Special
A Lion Special è un cortometraggio muto del 1919 diretto da James D. Davis (come James Davis).

## Produzione
Il film fu prodotto dalla Century Film.

## Distribuzione
Distribuito dall'Universal Film Manufacturing Company, il film - un cortometraggio in due bobine - uscì nelle sale cinematografiche USA il 30 luglio 1919.